# Gus Birney
Gus Birney, född 27 juli 1999 i New York, är en amerikansk skådespelare.
Birney har bland annat medverkat i TV-serierna Dickinson (2019–2021), Shining Vale. Hon har även medverkat i filmen Plan B från 2021.

## Filmografi (i urval)
- 2019–2021: Dickinson
- 2021: Plan B
- 2022: Bloodthirsty Hearts
- 2023: Happiness for Beginners
- 2025 – Black Rabbit (TV-serie)